# قانون شكلي
القانون غير المغعل أو القانون الشكلي أو القانون غير المعمول به هو قانون ساري المفعول رسميًا بحكم القانون، ولكنه عادة بحكم الأمر الواقع لا يعاقب عليه من قبل القضاء.
عادة ما يتم تجاهل مثل هذه القوانين من قبل سلطات إنفاذ القانون ، وبالتالي هناك عواقب عملية قليلة أو معدومة لخرقها. تم انتقاد وجود قوانين غير مطبقة لتقويض النظام القانوني بشكل عام ، حيث يمكن إنفاذ هذه القوانين بشكل انتقائي . 

## ملخص
يمكن سن القوانين الشكلية لأسباب رمزية بحتة ، مع نية ضئيلة أو معدومة للتنفيذ.  هناك أيضًا ظروف لا يوجد فيها قانون مطبق بطريقة أخرى؛ على سبيل المثال ، تعد حدود السرعة المسموحة في قيادة السيارة أمر غير قانوني في معظم الولايات القضائية في الولايات المتحدة،  ومع ذلك قد تختار جهات تطبيق القانون تجاهل سائقي السيارات الذين يتجاوزون حد السرعة القانوني بشكل طفيف.  قد تستمر كاميرات مراقبة المرور الآلية في إصدار غرامات في هذه الظروف في بعض الولايات القضائية. 
على الرغم من أن سفاح القربى غير قانوني في العديد من الدول الأوروبية ، إلا أنه لا يتم تطبيقه بشكل عام إذا كان بين شخصين بالغين بالتراضي. 
تحاول القوانين الشكلية عادةً الإقناع بدلاً من فرضها أو معاقبتها أو منعها.   على سبيل المثال ، حتى تم إلغاء القانون ذي الصلة في عام 2013 ، كان القانون يحظر الزنا في ولاية كولورادو الأمريكية ، ولكن لم يتم تحديد عقوبة جنائية.  يُحظر الزنا في ولاية ماريلاند، ولكن العقوبة الجنائية القانونية تقتصر على غرامة قدرها 10 دولارات.
في ألمانيا يحظر بيع وتداول القنب الهندي، لكن تعتبر الحيازة بهدف الاستهلاك فعلاً غير معاقب عليه طالما لم تتجاوز الكمية المحددة وفق القانون بخمس غرامات. بعض المواد المخدرة يمكن أن تصل فيها الحيازة إلى عشرة أو خمسة عشر غراماً في بعض الولايات الألمانية.